# Салихов, Муродали
Муродали Салихов — советский хозяйственный, государственный и политический деятель.

## Биография
Родился в 1950 году в поселке Муминабад. Член КПСС.
С 1967 года — на хозяйственной, общественной и политической работе. В 1967—2002 гг. — маляр СМУ, военнослужащий Советской Армии, маляр, бригадир маляров-штукатуров СМУ Душанбинского домостроительного комбината, бригадир комплексной бригады отделочников монтажного управления № 3 объединения «Душанбежилстрой», председатель Таджикского совета профсоюзов, председатель Федерации профсоюзов Таджикистана,
председатель Федерации независимых профсоюзов Таджикистана.
Избирался народным депутатом СССР. Делегат XXVII съезда КПСС.
Жил в Таджикистане.